# Данський королівський морський музей
Данський королівський морський музей (дан. Orlogsmuseet) — музей у Копенгагені, присвячений історії данського королівського військово-морського флоту, що виріс із зібрання моделей кораблів, заснованого в кінці XVII століття.

## Історія
Музей веде свою історію з моменту заснування Королівської судомодельної колекції. Це відбулося в кінці XVII століття, коли традиція судномоделювання зародилася як частина процесу проектування та будівництва кораблів. У 1773 році колекція влаштувалася в Гаммельхольмі, але пізніше прийшла в занепад. У 1830-х роках інтерес до судномоделювання відродився і колекція була заснована знову в 1862 році. У 1894 році для неї було побудовано нову будівлю в Хольмені. У 1940 році збори було законсервовано з побоювання можливої атаки гітлерівської Німеччини на данський флот, а після закінчення німецької окупації в 1945 році колишню будівлю колекції стало використовуватися для інших цілей.
Музей в його сучасному вигляді був заснований в 1957 році з ініціативи командувача данським флотом віце-адмірала А.Х. Веделя (данськ.)  і тимчасово розташований у церкві Святого Миколая. У 1974 році відкрився філіал музею в замку Вальдемара на острові Тосінге, присвячений особистості данського флотоводця адмірала Нільса Юеля, який володів цим маєтком з середини XVII століття. У 1989 році збори переїхали в Кристіансхаун, в будівлю колишнього військово-морського госпіталю (дан. Søkvæsthuset), де музей знову відкрився 4 жовтня 1989 року.
У 2004 році музей було об’єднано з іншим музеєм військової історії в Копенгагені – Данським військовим музеєм. Вони разом називалися «Державний музей історії оборони» дан. Statens Forsvarshistoriske Museum і 1 січня 2014 були включені до складу Національного музею. У 2015 морський музей закрився, і його колекції були перевезені до Військового музею.

## Музейне зібрання
Колекція моделей суден налічує кілька сотень великих і малих примірників, у тому числі повністю оснащені вітрильні лінійні кораблі. Їх загальною рисою є висока якість виконання і багатство деталей. Моделі служили свого роду «кресленнями», і тому створювалися в точному масштабі. Найстаріша модель у зборах являє собою невідомий корабель 1660-х років. У колекцію входять і нові моделі суден, включаючи військові кораблі класу «Абсалон» сучасних данських ВМС.

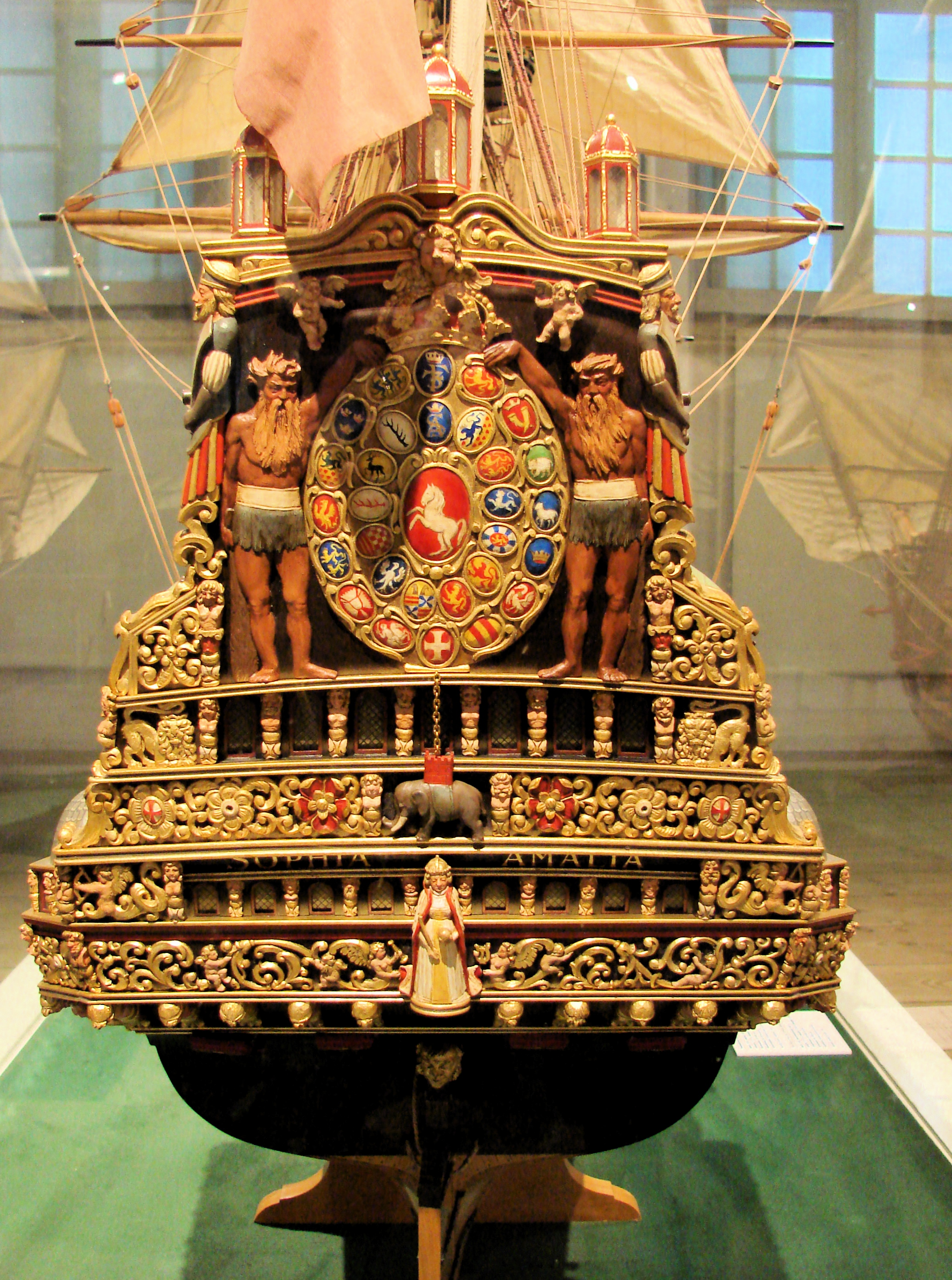
Модель корабля «Софія Амалія»
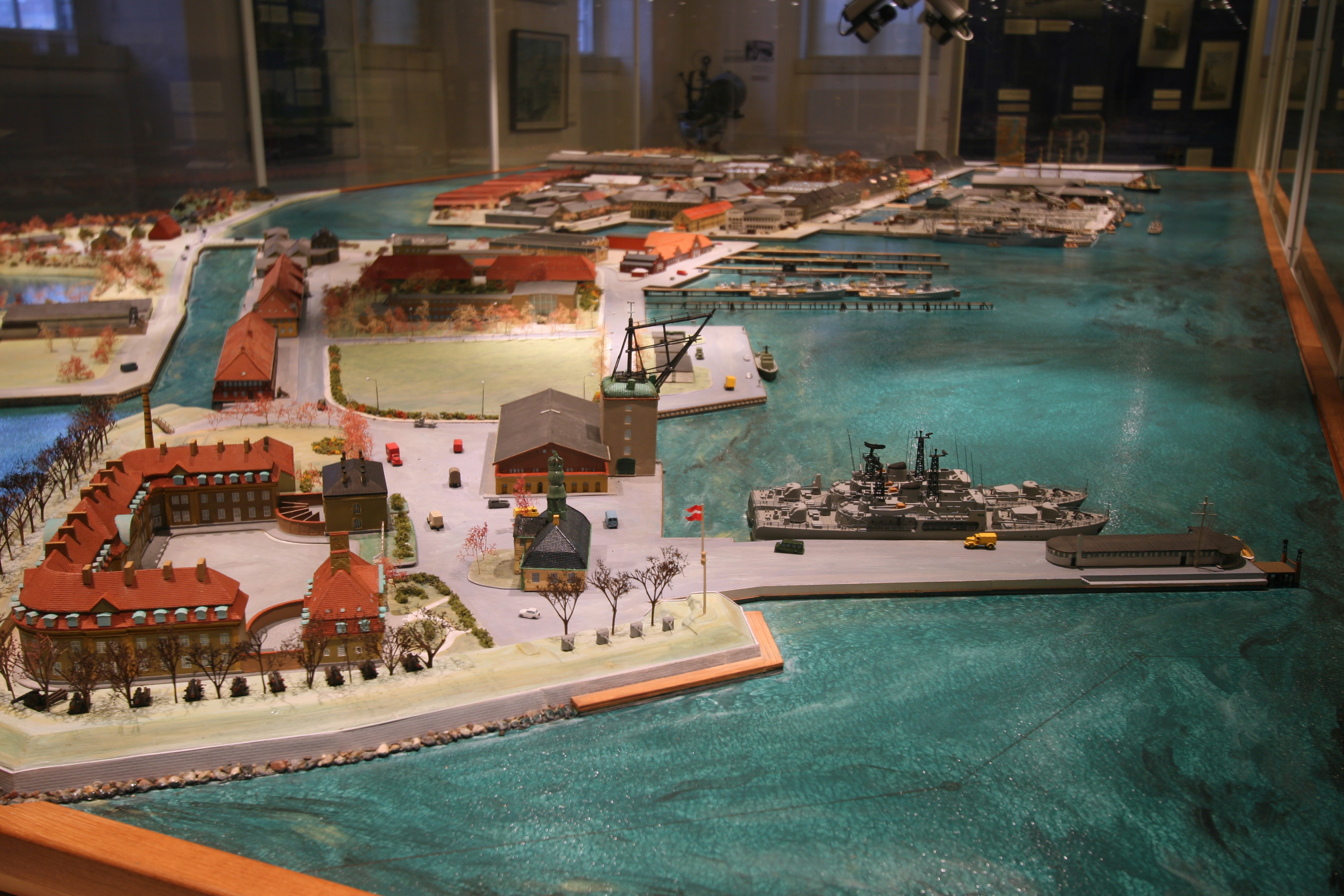
Діорама «Доки в Хольмене» (1968р.)
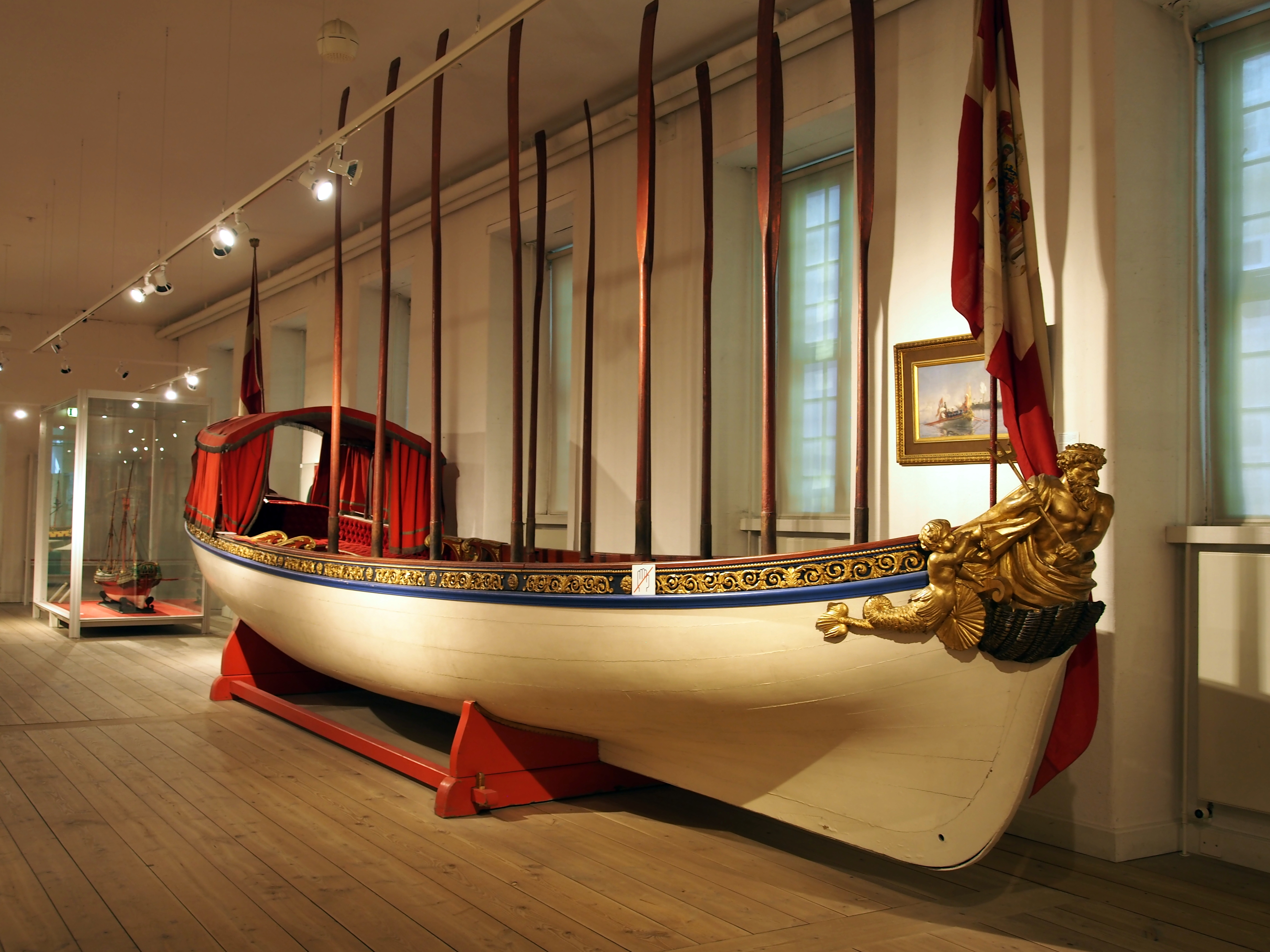
Королевська шлюпка

У зборах можна побачити картини, діорами, що зображують флотоводців, кораблі та морські битви з історії флоту Данії.
Експозиція музею містить велику кількість предметів озброєння, уніформи, навігаційних інструментів та іншого спорядження.

## Історичні кораблі
Музею належать три списаних судна данських ВМС епохи Холодної війни: два військові кораблі (фрегат HDMS Peder Skram і ракетний катер HDMS Sehested) і підводний човен (HDMS Sælen). Їх можна відвідати тільки в літні місяці.

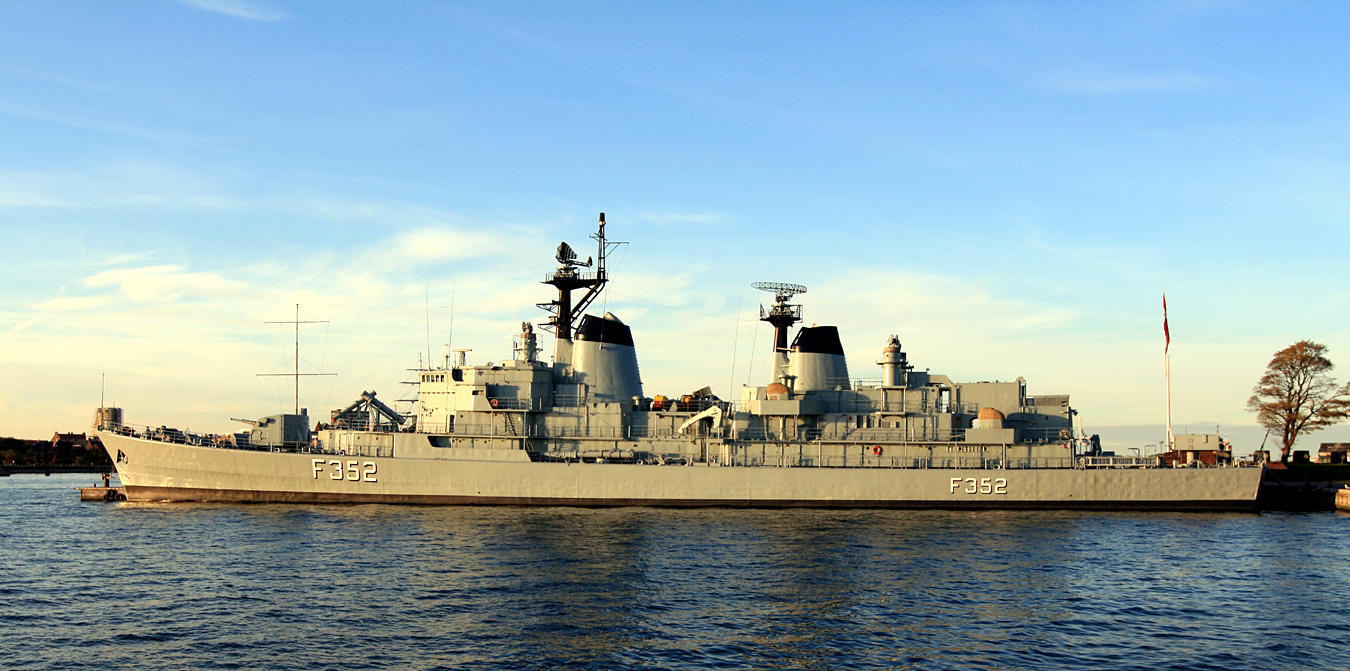
HDMS Peder Skram
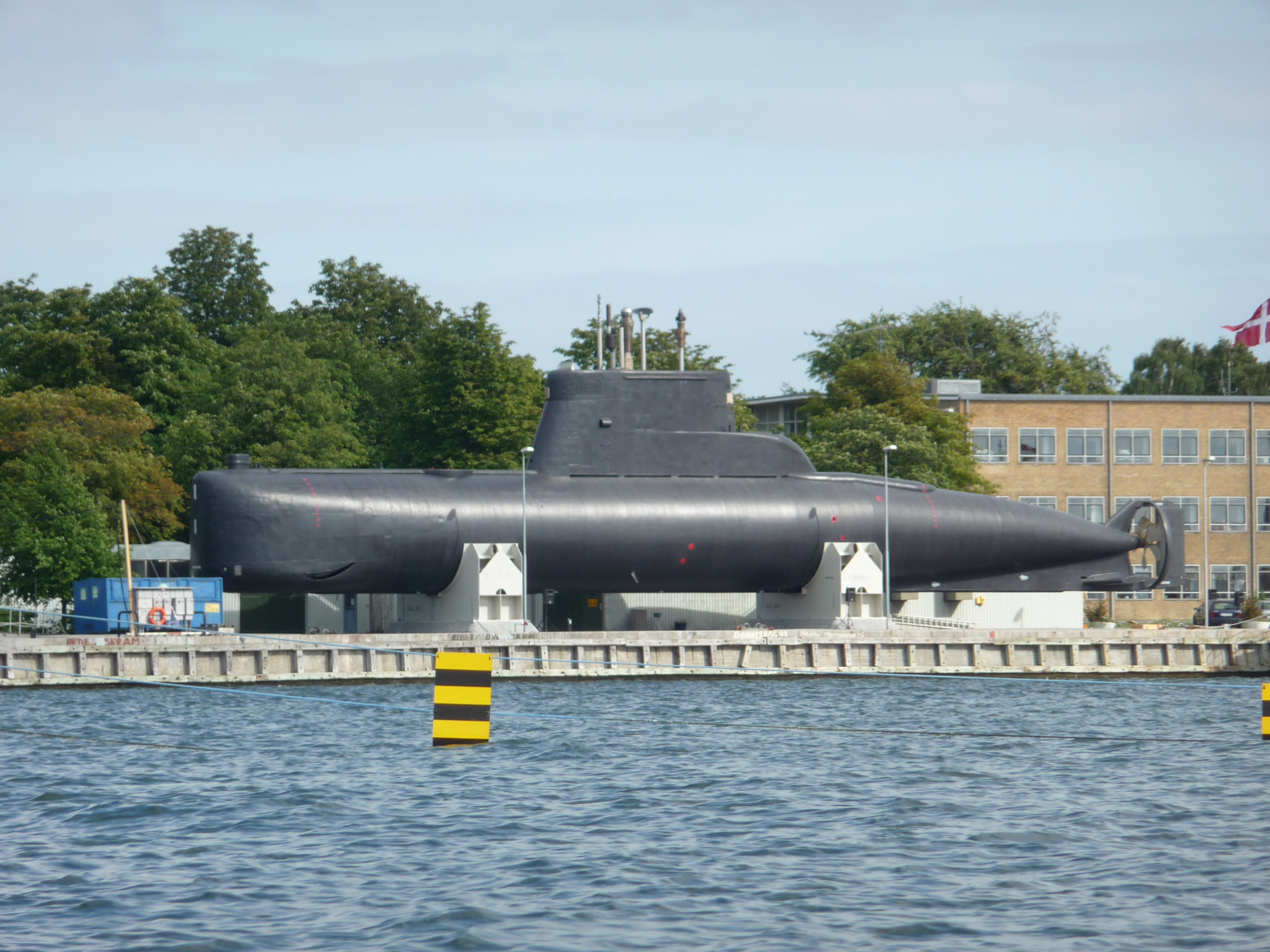
HDMS Sælen
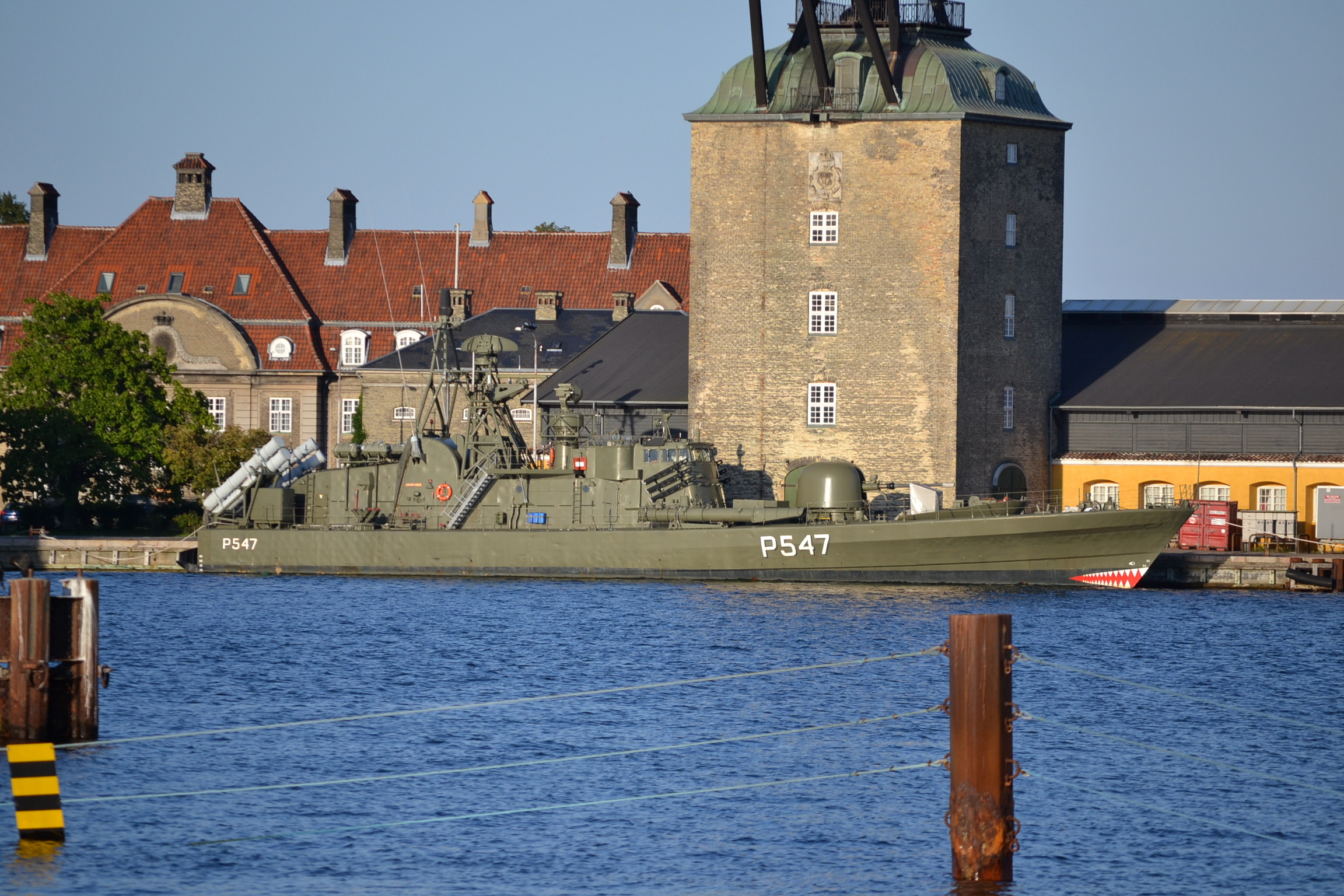
HDMS Sehested